# Colegio de Guardias Jóvenes «Duque de Ahumada»
El Colegio de Guardias Jóvenes Duque de Ahumada, dirigido por un coronel director, es un centro de formación de la Guardia Civil situado en la localidad madrileña de Valdemoro, a 27 km al sur de Madrid. Las instalaciones, situadas al norte del municipio, albergan también el Centro de Perfeccionamiento de la Guardia Civil, dedicado a la especialización y formación continua de los agentes. Otras unidades como el Grupo de Reserva y Seguridad n°1 (GRS1), el Escuadrón de Caballería o la Unidad Especial de Intervención (UEI) tienen también su sede dentro del mismo complejo.
A diferencia de la Academia de Guardias de Baeza (Jaén), al Colegio de Guardias Jóvenes de Valdemoro sólo pueden acceder los hijos de personal del Cuerpo que sean al mismo tiempo socios de la Asociación Pro-Huérfanos de la Guardia Civil. Después de superar el primer curso de preparación los aspirantes tendrán derecho a optar a un número de plazas restringidas por su condición de alumnos del Colegio de Guardias Jóvenes. Si, como resultado de superar la oposición, son nombrados guardias alumnos, iniciarán un segundo curso que les capacitará como guardias civiles en prácticas.

## Historia
En 1855, once años después de la fundación del cuerpo por el Francisco Javier Girón II duque de Ahumada, la Guardia Civil adquiere en Valdemoro el solar de la Real Fábrica de Paños Finos situado en el centro de la localidad, tras quedarse pequeñas las dependencias del actual Centro Municipal de Cultura de la localidad vecina de Pinto. El arquitecto provincial Bruno Fernández de los Ronderos, responsable asimismo del Colegio Marqués de Vallejo, también en Valdemoro o el Teatro Eslava en Madrid, fue el encargado de proyectar el nuevo inmueble.
El Colegio de Guardias Jóvenes formó a numerosas generaciones de guardias civiles, con unas instalaciones adaptadas a las necesidades del cuerpo. En 1936, con el estallido de la Guerra Civil, los alumnos del centro de formación son evacuados al Balneario de la Fuensanta, cerca de Ciudad Real, mientras que el edificio es acondicionado como hospital de sangre. En 1940, una vez finalizado el conflicto, el colegio retoma su actividad habitual.
Durante la década de los sesenta, el edificio empieza a ser insuficiente para las necesidades de una cada vez más profesionalizada Benemérita, y se adquieren varias fincas a las afueras del municipio con el fin de construir unas nuevas instalaciones. En 1972 se inaugura el nuevo colegio y se abandonan definitivamente las instalaciones. Tras el derribo del edificio, en 1987 la parcela se transforma en el Parque Duque de Ahumada, conservando varios muros del antiguo colegio como cerramiento.

## Actualidad
Actualmente, en el centro se imparte la enseñanza de formación que faculta para la incorporación a la Escala de Cabos y Guardias. Una cosa importante a destacar es que el colegio no es de la Guardia Civil como institución, sino de los guardias civiles que pagan en sus nóminas a la asociación pro huérfanos. Actualmente es una de las instalaciones más modernas y preparadas del mundo, visitada continuamente por autoridades de todos los países y orgullo de los guardias civiles y por supuesto de la Guardia Civil. Así mismo, es el acuartelamiento de la Unidad Especial de Intervención.
Un destacamento francés también se estuvo formando durante 8 meses en el año 2017.

## Galones y Divisas
Al ser nombrados alumnos del Colegio de Guardias Jóvenes «Duque de Ahumada» de la Guardia Civil y haber superado el primer año de preparación y la oposición de ingreso para el empleo de Guardia Civil se les concederá, con carácter eventual, y a los únicos efectos académicos, de prácticas y retributivos, el empleo de Guardia Alumno. Los guardias salidos de la Academia de Guardias Jóvenes son conocidos en el Cuerpo como «Polillas».
| Código OTAN | Guardias alumnos         | Guardias alumnos |
| ----------- | ------------------------ | ---------------- |
| España      | Alumno de 1º             |                  |
| España      | Guardia Alumno (Polilla) |                  |

| Galonistas       |                  |                  |                  |                  |                  |                  |                  |                  |
| Galonista 3º año | Galonista 3º año | Galonista 3º año | Galonista 2º año | Galonista 2º año | Galonista 2º año | Galonista 1º año | Galonista 1º año | Galonista 1º año |
| Galonista de 1.ª | Galonista de 1.ª | Galonista de 1.ª | Galonista de 2.ª | Galonista de 2.ª | Galonista de 2.ª | Galonista de 3.ª | Galonista de 3.ª | Galonista de 3.ª |

| Alumnos          |                  |                  |                  |                  |                  |                  |                  |                  |
| Galonista 3º año | Galonista 3º año | Galonista 3º año | Galonista 2º año | Galonista 2º año | Galonista 2º año | Galonista 1º año | Galonista 1º año | Galonista 1º año |
| Alumno 3º año    | Alumno 3º año    | Alumno 3º año    | Alumno 2º año    | Alumno 2º año    | Alumno 2º año    | Alumno 1º año    | Alumno 1º año    | Alumno 1º año    |